# Борисоглебск
Борисоглебск (на руски: Борисоглебск) е град във Воронежка област, Русия. Населението на града към 1 януари 2018 година е 61 765 души.